# Техничка школа Оџаци
Техничка школа Оџаци  је средња школа која се налази у Оџацима. Основана је 1955. Године. Налази се у Улици Школска број 20.

## Историја
Техничка школа је основана 1955. године, под називом Текстилна средња техничка школа. Била је то једина школа ове врсте у бившој Југославији. У току свог постојања, школа је мењала назив, доживела је више интеграција и трансформација, увођена су нова подручја рада и нови образовни профили. 1994. године школа мења име у Техничка школа и до данас ради под тим именом.  Постоји 8 образовних профила и то 3 четворогодишња и 5 трогодишњих занимања.

### Зграда школе
Један део школе се налази у Вили Ертл, некада породичној кући Јована Ертла која је изграђена почетком XX века. Зграда је реновирана 2004. године, а обнову је финансирало Покрајинско извршно веће Војводине.

## Подручја рада и образовни профили

### Четворогодишњи профили
- Машински техничар за компјутерско конструисање
- Машински техничар моторних возила
- Техничар за заштиту животне средине

### Трогодишњи профили
- Аутомеханичар
- Бравар
- Заваривач
- Конобар
- Кувар

## Просторије и опремљеност
Техничка школа има учионице, специјализоване учионице и кабинете, који су грађени према стандардима за средње школе.
Постоје универзалне учионице за општеобразовне предмете и специјализоване учионице за стручне предмете свих образовних профила.
Школа има хемијску лабораторију, 2 информатичка кабинета опремљена најсавременијом техником и кабинет за куваре и конобаре.
У оквиру школе постоји радионица за извођење практичне наставе бравара и инсталатера опремљене машинама, алатима и материјалима потребним за извођење наставе.

### Списак секција
- Хор
- Оркестар
- Драмска секција
- Дебатни клуб
- Новинарска секција
- Психолошка секција

## Ученички парламент
Већ неколико година Техничка школа има  ученички парламент. 

## Занимљивости
- Школа издаје свој школски лист ЛУП.